# Gilberto Rodríguez (biólogo)
Gilberto Domingo Rodríguez Ramírez (Caracas, Venezuela, 12 de mayo de 1929-Ibídem, 16 de mayo de 2004) es un carcinólogo venezolano conocido en el ámbito internacional, regional y nacional. Gilberto Rodríguez es una de las personalidades contemporáneas de las ciencias naturales venezolanas que más ha contribuido al desarrollo de las mismas en el país. Sus estudios sobre ecología de sistemas estuarinos son reconocidos y referencias obligatorias a nivel mundial. De igual manera ocurre con sus estudios carcinológicos sobre la familia Pseudothelphusidae los cuales le han valido ser considerado un investigador internacional.

## Biografía
Realiza estudios de educación primaria en el Colegio la Salle de Caracas. Se gradúa de Bachiller en el Liceo Andrés Bello. En 1955 obtiene el título de licenciado en Ciencias en la Universidad Central de Venezuela.
Estudiando en la Universidad Central de Venezuela en 1954 realiza sus primeras publicaciones en las revistas Acta Biologica Venezuelica y Boletín de la Sociedad Venezolana de Ciencias Naturales, este inicio de Rodríguez se realiza en el área botánica con dos excelentes trabajos relacionado con el género Heliconia. Se gradúa y continua sus trabajos en botánica con tres trabajos relacionados con mixomicetos venezolanos.
Al obtener la licenciatura viaja a Florida donde realiza estudios de maestría en biología marina en la Universidad de Miami (1955-1958). Como parte de los estudios de maestría recibe entrenamiento en los Laboratorios de la Asociación Biológica Marina del Reino Unido, en Plymouth; en la Estación Marina de la Asociación Escocesa en Millport y en laboratorio marino de la Universidad de Copenhague en Dinamarca.
Actúa como científico encargado de la Expedición Pacífico Sur realizada en Chile.
En 1958 presenta su tesis de maestría la cual será publicada 1959 bajo el título “The marine communities of Margarita Island, Venezuela”. Este estudio hoy en día se considera como el primer estudio moderno de los estudios ecológicos en Venezuela, así como una referencia obligatoria.
Transcurre el año 1959 y Rodríguez de regreso en Venezuela participa en la fundación del "Instituto Oceanográfico" de la Universidad de Oriente en la ciudad de Cumaná, estado Sucre donde actúa como subdirector hasta el año de 1960 cuando retorna a Caracas para trabajar en el Instituto Venezolano de Investigaciones Científicas (IVIC) donde será el precursor de los estudios ambientales en dicho instituto, creando en 1963 el Departamento de Hidrobiología y el cual se dedicara a los estudios ecológicos del Lago de Maracaibo y de su estuario. En este estudio del sistema del Lago de Maracaibo constituirá una de las grandes pasiones de su vida profesional y del cual se producirán dos publicaciones tituladas el Sistema de Maracaibo.
Hacia 1964 fue huésped del Instituto de Biología de la Universidad Nacional Autónoma de México, viaja con el propósito de revisar, estudiar los cangrejos de agua dulce de las familias Trichodactylidae y Pseudothelphusidae depositadas en la Colección de Crustáceos. Durante su estadía llevó a cabo viajes de recolecta para capturar cangrejos de agua dulce, logrando nuevos registros y una especie nueva (Rodriguezia villalobosi). También tomó parte en una campaña de Biología Marina (UNAM-Unesco) en la zona arrecifal de Veracruz a cargo de los Dres. A. Villalobos y J. A. Suárez-Caabro. En 1967 regresa a México para participar como conferenciante del Simposio Internacional sobre lagunas costeras (28 - 30 de noviembre de 1967, UNAM-Unesco) con su trabajo “Seasonal fluctuation and penetration of the zooplankton in the Maracaibo Estuary, Venezuela”.
En 1968 viaja al Reino Unido con el propósito de realizar estudios de doctorado en Prifygol Cymuru de la Universidad de Gales. Corre el año de 1970 cuando Rodríguez recibe el título de “Philosophiae Doctor” con la tesis “Behavioural rythms in litoral prawns”. Retorna al IVIC y transforma el antiguo Departamento de Hidrobiología en el actual Centro de Ecología de dicho instituto. En ese momento se estaba gestando la   preocupación mundial por el deterioro ambiental y  en especial por la falta  de  información  sobre  los  ecosistemas tropicales. Su poder de convencimiento y sus buenos oficios le   permitieron  captar investigadores   del   calibre   de Carlos Schubert, Ernesto Medina y Jorge  Rabinovich,  quienes  posteriormente  por  más  de  dos décadas  abrieron  nuevos horizontes a la ecología venezolana.
En el área de la enseñanza en Venezuela Gilberto Rodríguez fue docente en la Universidad de Oriente en Cumaná. En la Universidad Central de Venezuela fundó la cátedra de Biología Marina a la cual estuvo vinculado de 1959 hasta 1978. En el Instituto Venezolano de Investigaciones Científica fue docente del postgrado en ecología donde enseñó biología de estuarios y biogeografía.
Muere el Dr. Gilberto Rodríguez a los 75 años de edad en su ciudad natal Caracas el día 16 de mayo de 2004, le sobreviven su esposa hijos y nietos. Gilberto Rodríguez permanece con nosotros a través de sus numerosas y excelentes contribuciones. Nuestro recuerdo y un homenaje a su memoria.

## Carcinólogo

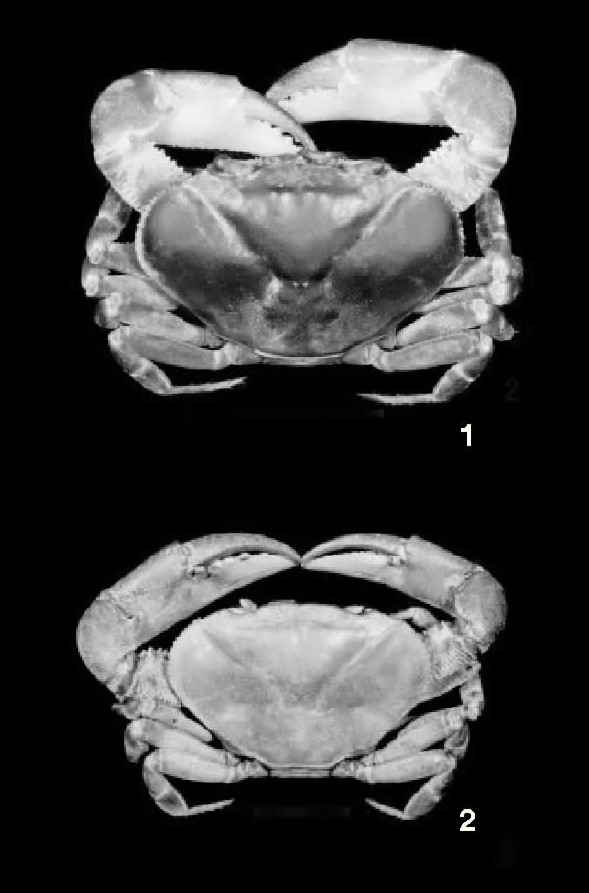
1. Freditus fittkauit, 2 Fredius platycanthus (Decapoda: Pseudothelphusidae).

Al hablar de la obra realizada de Gilberto Rodríguez en pro del conocimiento de la “Biología y Ecología de Estuarios” y de la “carcinología” resulta una tarea difícil determinar donde existe mayor aporte, ya que este ser humano Gilberto Rodríguez se consagró con tanta pasión profesional y dedicación al desarrollo y estudios de estas dos áreas del saber, que resulta imposible donde realizó más aportes.
En la carcinología Rodríguez se inicia con el estudio de los crustáceos decápodos marinos de su país natal Venezuela, dichos estudios culminaran con la publicación en 1980 un libro titulado “Crustáceos Decápodos de Venezuela” y el cual constituye una obra fundamental para el estudio de los crustáceos en Venezuela y en la región continental aledaña. Con respecto a la carcinofauna de agua dulce de cumple con un papel fundamental y primario en la carcinología de Venezuela y de América cuando hacia el año 1965 inicia los estudios de las especies de cangrejos de agua dulce de la familia Pseudothelphusidae, los cuales eran poco conocidos.
En esta área de estudios Rodríguez deja un legado del establecimiento de nueve nuevos géneros, describe 82 nuevas especies par la ciencia 74 en la Pseudothelphusidae, 6 en la familia Trichodactylidae, 2 especies de camarones de la familia Palaemonidae. Contribuye al esclarecimiento de la biogeografía taxonomía de los cangrejos de agua dulce del continente americano, así como, su radiación a través del mismo. Participa en un estudio anatómico y fisiológico junto con el Dr. Humberto Díaz en el que se revela la existencia de pseudopulmones en los cangrejos de la familia Pseudothelphusidae. Publica en dos trabajos sobre la historia natural de la Familia Pseudothephusidae de la carcinología de la región tropical.
Como resultado de sus múltiples estudios en crustáceos establece un colección de referencia en su Laboratorio en el Instituto Venezolano de Investigaciones Científicas (IVIC) en la cual existe un predominio de cangrejos de agua dulce, al punto que dicha característica la convierte en una de las más importantes colecciones del mundo solo superada por la colección del United State National Museum Smithsonian Institution en Washington – Estados Unidos.
Rodríguez fue miembro editor y de consejos editoriales de diferentes revistas científica y revistas especializadas en el área carcinológica como son:
- Miembro permanente del Consejo Editorial de la prestigiosa revista carcinológica “Crustaceana” de Leiden – Holanda
- Gobernador para Sur América de “The Crustacean Society of Washington
- Miembro del Consejo Editor de las Revistas:
  - “Acta Biologica Venezuelica”
  - “Acta Científica Venezolana”
  - “Amazoniana”
  - “Anais da Academia de Ciencias de Brasil”
  - “Aquaculture”
  - “Boletín del Instituto Oceanográfico de la Universidad de Oriente”
  - “Boletín de la Sociedad Venezolana de Ciencias Naturales”
  - “Bulletin of the Raffles Museum”
  - “Interciencia”
  - “Journal of Crustacean Biology”
  - “Journal of Natural History”
  - “Memoria de la Sociedad de Ciencias Naturales La Salle”
  - “Proceedings of the Biological Society of Washington”
  - “Revista de Biología Tropical”
  - “Revista del Museo Ciencias Naturales de Caracas”
  - “Revista Técnica de Ingeniería de la Universidad del Zulia”

## Honores y reconocimientos

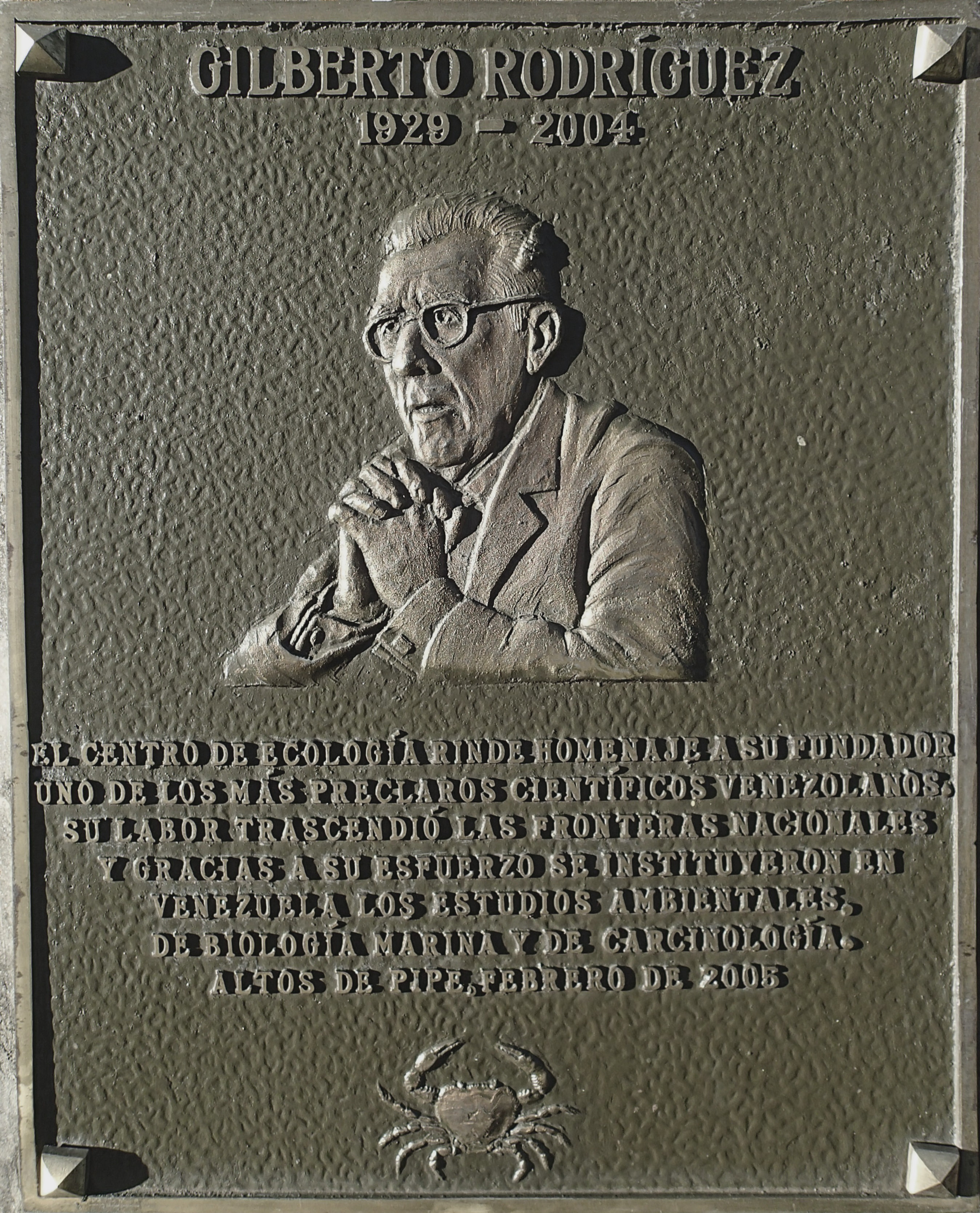
Placa Conmemorativa Gilberto Rodríquez como fundador del Centro de Ecología del IVIC

### Epónimos
En honor a Gilberto Rodríguez otro importante carcinológo venezolano Guido Pereira dedica una especie de camarón de la familia Palaemonidae la cual designa como Macrobrachium rodriguezi Pereira, 1986.
El carcinológo alemán Pretzmann dedica en honor a Rodríguez una especie de cangrejo de agua dulce de la familia Pseudothelphusidae la cual designa como
Microthelphusa rodriguezi Pretzmann, 1968.

### Actividades diversas
Gilberto Rodríguez fue de la personas emprendedoras y luchadoras dispuesto siempre a realizar algo más, a mejorar lo existente y mantenerse a la altura de los compromisos que se presentaran, en este sentido Rodríguez se desempeñó en diversos ámbitos distintos al de investigador docente tradicional y ejerció los siguientes cargos:
- Miembro del Consejo Nacional de Investigaciones Agrícolas (1968-1969)
- Representante del Ministerio de Educación ante la Junta Superior de la Universidad de Oriente (1970-1971)
- Representante de Venezuela ante la Naciones Unidas como miembro de la delegación Venezolana ante la Conferencia de los Derechos del Mar (1971-1979)
- Representante del Consejo de Desarrollo Científico de la Universidad Central de Venezuela ante el Consejo del Instituto de Zoología Tropical (IZT), (1983-1985)
- Asesor de la Gerencia de Ecología y Ambiente del Instituto Venezolano de Tecnología Petrolera (INTEVEP), (1991-1995)
- Miembro de la Comisión reestructuradora del Instituto Venezolano de Investigaciones Científicas (IVIC), (1998)
- Coordinador de la Comisión de Seguimiento de Petróleos de Venezuela (PDVSA) del Estudio integral para el rescate y Saneamiento del Lago de Maracaibo (1998)

## Especies descritas por Gilberto Rodríguez

### Especies botánicas
- Heliconia schaeferiana Rodríguez, 1954
- Heliconia aurea Rodríguez, 1954
- Heliconia nana Rodríguez, 1954

### Especies zoológicas

#### Familia Palaemonidae
- Macrobrachium aracamuni Rodríguez, 1982[23]
- Macrobrachium cortezi Rodríguez, 1982[24]

#### Familia Trichodactylidae
- Dilocarcinus bulbifer Rodríguez, 1992
- Dilocarcinus medemi Smalley & Rodríguez, 1972
- Dilocarcinus truncatus Rodríguez, 1992
- Rodriguezia villalobosi Rodríguez & Manrique, 1967
- Trichodactylus kensleyi Rodríguez, 1992

#### Familia Pseudothelphusidae
- Chaceus caecus Rodríguez & Bosque, 1989
- Chaceus cesari Rodríguez & Viloria, 1990
- Chaceus motiloni Rodríguez 1980
- Chaceus nasutus Rodríguez 1980
- Chaceus turikensis Rodríguez & Herrera, 1994
- Epilobocera wetherbi Rodríguez & Williams, 1994
- Epithelplusa chiapensis Rodríguez y Smalley, 1969
- Epithelplusa mixtepensis Rodríguez y Smalley, 1969
- Eudaniela ranchograndensis Rodríguez, 1966
- Eudaniela trujillensis Rodríguez, 1967
- Fredius adpressus adpressus Rodríguez & Pereira 1992
- Fredius adpressus piaroensis Rodríguez & Pereira 1992
- Fredius cuaoensis” Rodríguez & Suárez
- Fredius estevesi estevesi Rodríguez 1966
- Fredius granulatus Rodríguez & Campos, 1998.
- Fredius orinoccensis Rodríguez 1966. Sinónimo de Fredius chaffanjoni Rathbun, 1905
- Fredius estevesi siapensis Rodríguez & Pereira 1992
- Fredius platyacahthus Rodríguez & Pereira 1992
- Fredius stenolobus Rodríguez & Suárez, 1994
- Fredius sucrensis Rodríguez & Campos, 2000
- Hypolobocera barbacensis Campos, Magalhães y Rodríguez, 2002
- Hypolobocera bouvieri stenolobata Rodríguez, 1980
- Hypolobocera bouvieri rotundilobata Rodríguez, 1994
- Hypolobocera brevipenis Rodríguez & Díaz, 1981
- Hypolobocera chocoensis Rodríguez, 1980
- Hypolobocera dantae Rodríguez & Suárez, 2004
- Hypolobocera enberarum Campos y Rodríguez, 1995
- Hypolobocera esemraldensis Rodríguez y Sternberg, 1998
- Hypolobocera kansarum Campos y Rodríguez, 1995
- Hypolobocera konstanzae Rodríguez y Sternberg, 1998
- Hypolobocera mindonensis Rodríguez y Sternberg, 1998
- Hypolobocera muisnensis Rodríguez y Sternberg, 1998
- Hypolobocera noanamensis Rodríguez, Campos y López, 2002
- Hypolobocera quevedensis Rodríguez & Díaz, 1981. Sinónimo de Hypolobocera caputti, (Nobili, 1901)
- Hypolobocera riveti Rodríguez, 1980
- Hypolobocera ucayalensis Rodríguez & Suárez, 2004
- Lindacatalina brevipenis Rodríguez & Díaz, 1981
- Lindacatalina sinuensis Rodríguez, Campos y López, 2002
- Lindacatalina sumacensis Rodríguez y Sternberg, 1998
- Lobithelphusa mexican Rodríguez, 1982
- Microthelphusa aracamuniensis Rodríguez & Suárez, 2001
- Microthelphusa barinensis Rodríguez, 1980
- Microthelphusa bolivari Rodríguez, 1980
- Microthelphusa ginesi Rodríguez & Estéves, 1972
- Microthelphusa guaiquinimaensis Rodríguez & Suárez, 2001
- Microthelphusa maigualidaensis Rodríguez & Suárez, 2001
- Microthelphusa marahuacensis Rodríguez & Suárez
- Microthelphusa racenesi Rodríguez, 1966
- Microthelphusa turumikiri Rodríguez, 1980
- Moristchus altaquerensis Rodríguez, Campos y López, 2002
- Moristchus caucasensis Campos Magalhães y Rodríguez, 2002
- Neostrengeria botti Rodríguez et Türkay, 1977
- Neostrengeria boyacensis Rodríguez, 1980
- Neostrengeria lasallei Rodríguez, 1980
- Neostrengeria libradensis Rodríguez, 1980
- Oedothelphusa orientalis Rodríguez, 1980
- Orthothelphusa holthuisi Rodríguez, 1967
- Potamocarcinus roatensis Rodríguez, & López, 2003
- Potamocarcinus vulcanensis Rodríguez, 2001
- Prionothelphusa eliasi Rodríguez, 1980
- Pseudothelphusa contorta Rodríguez, 1966. Sinónimo de Fredius beccarii Coifmann, 1939
- Pseudothelphusa granatensis Rodríguez et Smalley, 1969
- Pseudothelphusa leiophrys Rodríguez & Smalley 1969
- Pseudothelphusa lophophallus Rodríguez et Smalley, 1969
- Pseudothelphusa peyotensis Rodríguez & Smalley 1969
- Pseudothelphusa sonorae Rodríguez &Smalley, 1969
- Ptychophalus barbillaensis Rodríguez, & Hedströn, 2000
- Ptychophalus micracanthus Rodríguez, 1994
- Strengeriana cajaensis Campos & Rodríguez, 1993
- Strengeriana flagellata Campos & Rodríguez, 1993
- Strengeriana foresti Rodríguez, 1980
- Strengeriana maniformis Campos & Rodríguez, 1993
- Strengeriana restrepoi Rodríguez, 1980
- Strengeriana tolimensis Rodríguez & Díaz, 1981
- Tehuana veracruzuna Rodríguez et Smalley, 1969

- La abreviatura «G.Rodr.» se emplea para indicar a Gilberto Rodríguez como autoridad en la descripción y clasificación científica de los vegetales.[25]